# Тальская вода
Тальская вода — это лечебная питьевая вода, добываемая из кремниевого минерального источника долины реки Талой на Крайнем Севере. Вода разливается в городе Магадане.

## История освоения
Воды Тальского источника образовались ещё до юрского периода. Эти воды не связаны с ледниковым происхождением. По образованию они близки к водам древних морских водоёмов, разбавленных современными пресными водами. Эти воды находятся на глубине земли, близко к зоне магматической активности, поэтому при выходе имеют температуру выше 90°С. Воды поднимаются на поверхность по зонам разломов со значительных глубин 2—3 км. Абсолютная отметка выхода источника 774 метра, это отметка поверхности земли над уровнем моря.
По старой эвенской легенде люди обнаружили в долине реки Талой, среди белого безмолвия, участок талой земли, над которым всегда стелился туман. Суеверный страх заставлял эвенов далеко обходить это место. Но однажды в том месте остался больной и слабый старик. Он пил воду из источника и грелся, купаясь в нём, а когда соплеменники вернулись назад, они нашли его здоровым и бодрым.
В церковном архиве п. Ямск за 1895—1896 гг. были найдены сведения о неком купце, посетившем целебные родники у Талой. В 1868 году Тальский источник был открыт купцом Афанасием Бушуевым, который замораживал тальскую воду и продавал как целебное средство. В начале XX века источник был исследован участниками II Колымской экспедиции геологом В. А. Цареградским и геодезистом Д. И. Казанли. В 30-е годы XX века во время эпидемии цинги на Колыме тальская вода в сочетании со стлаником была лучшим противоядием от тяжелой болезни. С 1940 года было начато детальное изучение источника и его бальнеологических свойств. Летом 1949 года в посёлок Талая выезжала экспедиция Московского центрального института курортологии и высоко оценила лечебные свойства воды горячего источника.
В 1958—1961 гг. Тальской гидрогеологической партией (нач. партии Э. П. Морозов) СВГУ была проведена детальная разведка с подсчетом запасов термальной воды в количестве 10 л/сек. На основе подсчитанных запасов было завершено строительство курорта «Талая».
Ко второму тысячелетию интерес ученых к Тальскому источнику не был исчерпан. Исследование термальных вод области в 2004 году проводилось учеными лаборатории геоэкологии СВКНИИ ДВО РАН — кандидатом геолого-минералогических наук В. Е. Глотовым и старшим научным сотрудником Л. П. Глотовой. Вплоть до 2006 года Тальская вода не значилась в списках минеральных вод России. В соответствии с Федеральным законом от 30 марта 1999 года № 52-ФЗ «О санитарно-эпидемиологическом благополучии населения» минеральная лечебная вода «Тальская» прошла государственную регистрацию, представив Магаданскую область среди прочих минеральных вод в государственном реестре лечебно-минеральных вод России.

## Свойства
В естественном состоянии температура воды Тальского источника достигает 92,7°С. Физические и химические свойства позволяют учёным отнести их к азотистым и кремнистым термальным минеральным водам, характерным для источников северо-восточных территорий России. Отличие Тальской воды от аналогичных вод известных курортов заключается в минерализации не более 0,6 миллиграммов на литр, содержании в ней почти четверти элементов таблицы Менделеева и высоком содержании фтора и кремниевой кислоты.

## Химический состав
Минерализация 0,3 — 0,8 г/дм³. Суточная доза приема не должна превышать 200 мл.
| Наименование показателя | Значение показателя |
| H2 Si O3                | 100—120             |
| HCO3-                   | 80—120              |
| Na+ + K+                | 80—120              |
| CI-                     | 40—85               |
| SO42-                   | 25—35               |
| F-                      | 15—20               |
| Ca2+                    | >15                 |
| Mg2+                    | >10                 |

| Содержание на литр воды      | МГраммы   |
| Гидрокарбонат                | 126,08 мг |
| Кремний (Кремниевая кислота) | 105 мг    |
| Натрий                       | 104,3 мг  |
| Хлор                         | 46,08 мг  |
| Сульфат                      | 41 мг     |
| Фтор                         | 19 мг     |
| Калий                        | 8,1 мг    |
| Кальций                      | 2,26 мг   |
| Магний                       | 2,28 мг   |

## Показания по лечебному применению
Сравнение результатов испытания образцов воды за длительный период эксплуатации скважины свидетельствует о стабильности состава, качества воды и её физических свойств. В соответствии с Классификацией минеральных вод Минздрава России, вода показана в виде ванн, лечебных бассейнов при лечении следующих заболеваний:
- болезни системы кровообращения: ревматические пороки сердца, гипертоническая болезнь, ишемическая болезнь сердца, эссенциальная гипотония, кардиомиопатии, болезни периферических артерий и вен;
- болезни нервной системы: воспалительные болезни центральной нервной системы; цереброваскулярные болезни; функциональные болезни нервной системы; поражение отдельных нервов, нервных корешков и сплетений; полиневропатии; болезни нервно-мышечного синапса и мышц; последствия травм корешков, сплетений, нервных стволов, спинного мозга; расстройства вегетативной нервной системы;
- болезни костно-мышечной системы: артропатии (инфекционные, воспалительные, остеоартрозы); системные поражения соединительной ткани; дорсопатии и спондилопатии; болезни мягких тканей; остеопатии и хондропатии;
- болезни эндокринной системы, расстройства питания и нарушения обмена веществ: ожирение (алиментарное);
- болезни мочеполовой системы: болезни мужских половых органов (хронический простатит, орхит, эпидидимит и другие); воспалительные и невоспалительные болезни женских половых органов;
- болезни кожи: дерматит и экзема, папулосквамозные нарушения, крапивница, болезни припадков кожи, рубцы, кератозы и другие.

Необходимо отметить, что на протяжении многих лет тальская вода, содержащая 15—20 мг/л фторид-ионов, используется в качестве минеральной питьевой лечебной, а также промышленно разливается и реализуется населению как минеральная под названием «Тальская». Учитывая этот многолетний опыт, в 1991 г. РНЦРиФ Минздравмедпром России было разрешено ограниченно использовать данную воду в качестве минеральной питьевой лечебной.
Таким образом, помимо бальнеологического назначения, также возможно использовать данную минеральную воду в качестве природной лечебной, но при этом общая суточная доза приема воды, включая и поглощаемую с пищей, не должна превышать в среднем 8—10 мг по фтору.

## Производство
Тальскую минеральную воду с сентября 2006 года производит предприятие «Globus».

## Примечание
1. 1 2  Министерство здравоохранения и социального развития Российской Федерации, Российский научный центр восстановительной медицины и курортологии (ФГУ «РНЦ ВМиК»), Бальнеологическое заключение от 05.11.08 № 14/506 на минеральную воду из скважины № 62 («Центральная») ГУЗ "МОС «Талая» Магаданская область
2. ↑  СанПиН 2.3.2.1078-01 "Гигиенические требования безопасности и пищевой ценности пищевых продуктов", ТУ 9185-001-23401478-05 "Вода минеральная питьевая лечебная "Тальская". Дата обращения: 13 апреля 2014. Архивировано 13 апреля 2014 года.
3. ↑  Основные характеристики продукции зарегистрированы Госстандартом России ФГУ "Магаданский центр стандартизации, метрологии и сертификации", каталожный лист введен в реестр 23 июля 2007 г. за №049/000081
4. ↑  Полный химический анализ воды №4346/2005 (с токсичными элементами), Лаборатория Испытательного центра природных лечебных ресурсов ФГУ "РНЦ ВМиК Росздрава" от 27 декабря 2005 г.